# Episodi di Fairy Tail
Questa è una lista degli episodi dell'anime Fairy Tail, basato sull'omonimo manga creato da Hiro Mashima. Sono state prodotte una serie televisiva in nove stagioni, nove episodi OAV e due film. L'anime segue più o meno fedelmente la storia narrata nel manga e i cambiamenti maggiormente evidenti nel passaggio dalla serie cartacea a quella animata consistono per lo più nella minore presenza di sangue e in una generale riduzione della cruenza in svariate scene.
L'adattamento ad anime del manga Fairy Tail è diretto da Shinji Ishihira e prodotto da TV Tokyo, Satelight (per le prime quattro stagioni), Bridge (per le stagioni seguenti) e A-1 Pictures. Fu annunciato sul numero 31 del 2009 della rivista su cui è pubblicato il manga originale, Weekly Shōnen Magazine, edita da Kōdansha, e programmato per l'autunno dello stesso anno. L'anime è stato trasmesso per la prima volta in Giappone su TV Tokyo a partire dal 12 ottobre 2009 per poi interrompersi il 30 marzo 2013 a 175 episodi trasmessi in sei stagioni. Tale interruzione fu dovuta alla quantità sempre minore di materiale da adattare e per evitare l'inserimento di nuove saghe originali come accaduto per altre serie trasmesse da TV Tokyo si è preferito interrompere la serie e proseguire in un secondo momento.
L'11 luglio 2013 il mangaka Mashima ha annunciato che la produzione di nuovi episodi per l'anime era iniziata. Sul sesto numero del 2014 della rivista Weekly Shonen Magazine, pubblicato l'8 gennaio 2014, il regista ha annunciato la ripresa della serie anime per mese di aprile 2014 con il cast invariato e piccoli cambiamenti nello staff, volti a migliorare la qualità della serie: Shinji Takeuchi si occupa del character design al posto di Aoi Yamamoto, mentre nell'animazione ad affiancare lo studio A-1 Pictures non vi è più Satelight ma lo studio Bridge. Nel mese di marzo viene annunciato tramite il sito ufficiale che l'inizio delle trasmissioni è in programma per il 5 aprile 2014. Un trailer diffuso da Avex conferma nuovamente la data di inizio della messa in onda e il cast, oltre a mostrare alcuni estratti della nuova serie. Nello stesso trailer viene rivelato che la sigla di apertura è Masayume Chasing, interpretata da BoA. La messa in onda è poi proseguita ogni sabato su TV Tokyo alle 10:30 ora locale per altri 102 episodi in due stagioni fino al 26 marzo 2016.
Il 5 aprile 2018 Hiro Mashima ha annunciato via Twitter che l'anime sarebbe tornato un'ultima volta nell'autunno dello stesso anno. I nuovi episodi sono stati trasmessi dal 7 ottobre 2018 alle 07:00 di domenica. La nona e ultima stagione, di 51 episodi, si è conclusa il 29 settembre 2019 con l'episodio 328. In Italia è uscita in streaming su Crunchyroll in simulcast con sottotitoli.
I primi 149 episodi di Fairy Tail sono andati in onda su Rai 4 tra l'11 gennaio e il 4 agosto 2016 dal lunedì al venerdì, prima nel pomeriggio e poi da giugno di notte. I primi due episodi sono stati inoltre proiettati in anteprima il 31 ottobre 2015 al Lucca Comics & Games e trasmessi insieme ai due successivi il 6 gennaio 2016 in anteprima sempre su Rai 4. Il 20 luglio 2023 Dynit, con l'acquisizione dei diritti della serie, ha annunciato che il doppiaggio italiano, completato con il cast originale per l'occasione, sarebbe uscito su Prime Video. La distribuzione è iniziata il 31 agosto 2023 con le prime due stagioni e si è conclusa il 29 marzo 2024 con la nona.

## Lista episodi
Di seguito è presente la lista degli episodi della serie animata, suddivisa secondo la suddivisione del distributore inglese FUNimation.
| Nº | Stagione         | Episodi | Trasmissione | Trasmissione | Pubblicazione                     |
| Nº | Stagione         | Episodi | Giappone     | Italia       | Giappone                          |
| 1  | Prima stagione   | 1-48    | 2009-2010    | 2016         | 29 gennaio 2010 24 dicembre 2010  |
| 2  | Seconda stagione | 49-72   | 2010-2011    | 2016         | 2 febbraio 2011 6 luglio 2011     |
| 3  | Terza stagione   | 73-100  | 2011         | 2016         | 3 agosto 2011 1º febbraio 2012    |
| 4  | Quarta stagione  | 101-125 | 2011-2012    | 2016         | 1º febbraio 2012 5 settembre 2012 |
| 5  | Quinta stagione  | 126-150 | 2012         | 2016-2023    | 5 settembre 2012 6 marzo 2013     |
| 6  | Sesta stagione   | 151-175 | 2012-2013    | 2023         | 6 marzo 2013 4 settembre 2013     |
| 7  | Settima stagione | 176-265 | 2014-2015    | 2024         | 17 luglio 2014 15 luglio 2016     |
| 8  | Ottava stagione  | 266-277 | 2016         | 2024         | 15 luglio 2016 17 ottobre 2016    |
| 9  | Nona stagione    | 278-328 | 2018-2019    | 2024         | 31 gennaio 2020 28 febbraio 2020  |